# Bondjorda
Bondjorda est une localité du comté de Troms, en Norvège.

## Géographie
Administrativement, Bondjorda fait partie de la kommune de Lenvik.